# Liliana Kusanović
Liliana Kusanović Marusić (n. Región de Magallanes, 26 de marzo de 1955) es una empresaria y política chilena, exintendenta de la Región de Magallanes y de la Antártica Chilena desde marzo de 2010 hasta abril de 2011.

## Estudios y experiencia laboral
Es constructora civil egresada de la Universidad Técnica Federico Santa María y posee un MBA otorgado por la Universidad de Texas–Pan American. Entre 1988 y 1991 se desempeñó como directora del Departamento Internacional del Center for Economic Development (Centro para el Desarrollo Económico) de la Universidad de Texas. Durante las décadas de 1990 y 2000 formó y participó en diversas empresas en su región natal, la mayoría de ellas ligadas a la industria del turismo.

## Intendencia
En marzo de 2010 fue designada intendenta de Magallanes por el presidente Sebastián Piñera. Durante las protestas en la región en enero de 2011 se manifestó a favor de la decisión de subir en 16,8% el precio del gas, motivo por el cual su figura generó un gran rechazo en la comunidad magallánica. El 11 de abril de 2011, tres meses después de la crisis del gas, anunció que en enero presentó al gobierno su renuncia al cargo, la cual fue ratificada de inmediato por el gobierno central. Asimismo, Kusanović señaló que Piñera le pidió que se mantuviera en el cargo hasta designar a su sucesor. Su reemplazante, Arturo Storaker, asumió 14 días después, el 25 de abril de ese año.